# Protezione Civile

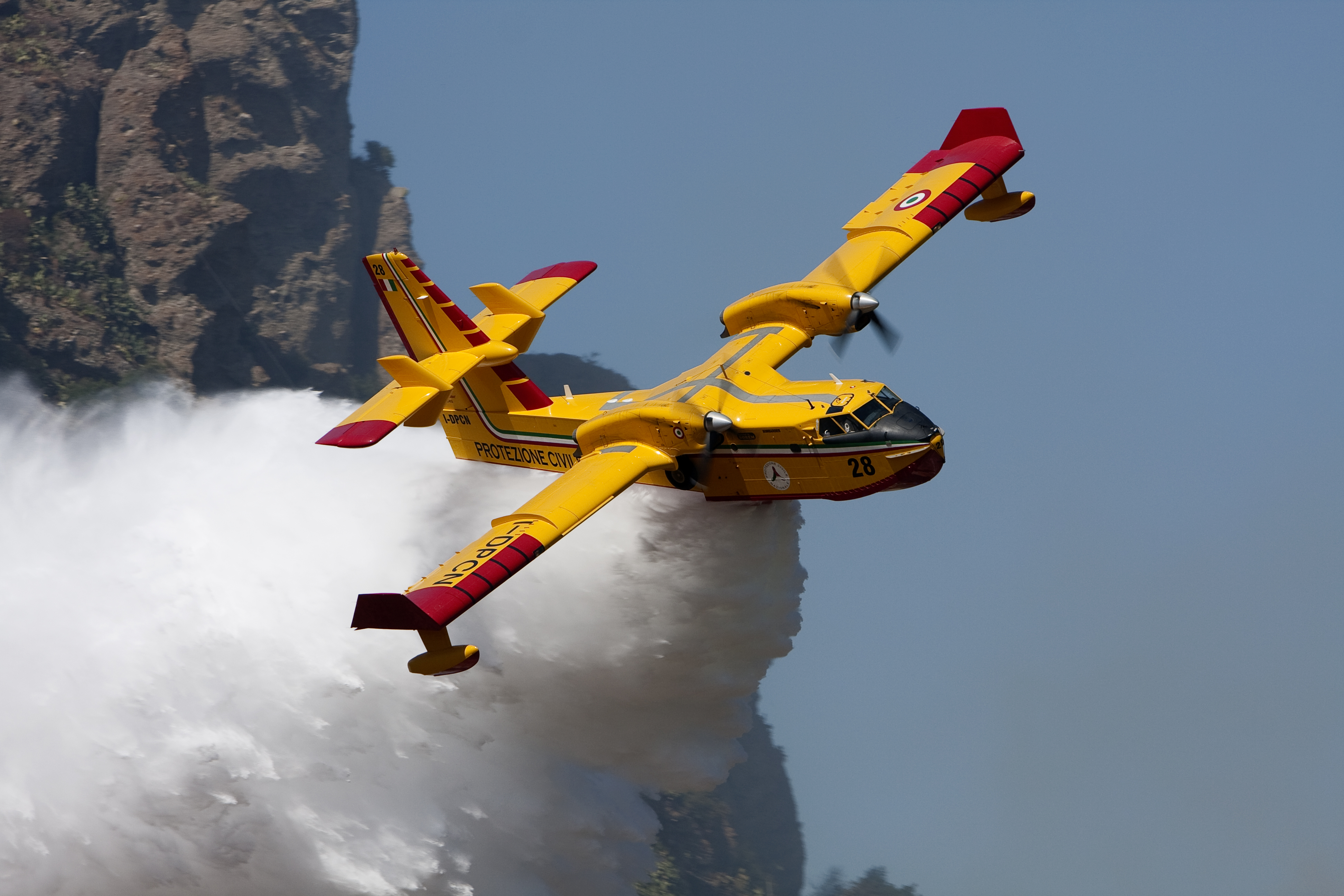
Protezione Civile använder vattenbombare av typen Bombardier 415 för vattenbegjutning från luften av bränder i skog och mark.

Servizio Nazionale della protezione civile är Italiens civilförsvarsmyndighet, vilket samtidigt innebär att den har räddningstjänstfunktion på nationell nivå.
Protezione Civile inrättades för att utgöra en organisation för att mobililsera och samordna alla landets resurser för att hjälpa till i svåra undantagssituationer, delvis som en följd av erfarenheter från jordskalvet i Friuli 1976 och jordskalvet i Irpinia 1980. Det är en del av Presidenza del Consiglio dei Ministri (Ministerådspresidiet). 

## Brandbekämpning
Protezione Civile är ägare till statliga italienska vattenbombare och har en flotta av 19 Bombardier 415. Drift och underhåll har utkontrakterads till det italienska företaget SOREM, medan den övergripande ledningen ligger inom avdelningen Centro Operativo Aereo Unificato inom Protezione Civile.
Vid skogsbranden i Västmanland 2014 kontrakterades två vattenbombare från Protezione Civile till svenska staten för vattenbegjutning från luften. De och två andra från franska Sécurité Civile gjorde insatser under fyra dygn i det aktuta skedet i brandbekämpningen. Även 2018 har två vattenbombare under ett par omgångar (per juli 2018) medverkat i bekämpning av ett antal skogsbränder i Sverige.